# 日本汽車研究者與新聞工作協會
日本汽車研究者與新聞工作協會（日本自動車研究者・ジャーナリスト会議；Automotive Researchers' & Journalists' Conference of Japan；RJC）即致力於提升日本汽車工業水準，幫助汽車工業健全發展為目的的非營利性社團組織。評選每年「RJC年度風雲車」為主要任務。

## 概述
1990年4月，正式與「日本年度風雲車」的主辦單位「日本年度風雲車執行委員會」決裂，促使組成「日本汽車研究者與新聞工作協會」。關切汽車工業發展，常用服務的精神透過公正、公平、公開的原則，採取自由豁達的研究和評論。該單位屬於非營利性社團組織。致力於提升日本汽車工業水準，以幫助汽車工業健全發展為目的。1992年起，設立「RJC年度風雲車」獎項。

### 目的
本會透過自由豁達的研究和評論，以幫助汽車工業的健全發展為目的。

### 事業
本會為完成前條的目的，而逐一進行：
1. 每年度在適合的人物、技術、國產新型轎車、進口車的表揚。
2. 參觀會、研究會、演講會、出版物的企劃發行。

## 外部連結
- 日本汽車研究者與新聞工作協會（Automotive Researchers' & Journalists' Conference of Japan；RJC）